# Besucherbergwerk Segen Gottes
Besucherbergwerk Segen Gottes es el nombre de una mina para visitantes en la antigua mina de plata Bendición de Dios en el barrio Schnellingen de Haslach en el valle del Kinzig en la Selva Negra Central, Alemania.
La primera evidencia escrita de la existencia de la mina data del siglo XIII, pero probablemente es más vieja. Fue cerrada en el siglo XVIII.
En 1997 entusiastas de la minería comenzaron con la reapertura de las galerías y de los pozos. La ciudad Haslach decidió hacer accesible al público estos testimonios de la minería medieval y abrir la mina para visitantes.

## Enlaces
- Mina para visitantes Bendición de Dios en el sitio web de Haslach

- Datos: Q15388112